# Kanal A
Kanal A – słoweński kanał telewizyjny należący do przedsiębiorstwa Pro Plus. Został uruchomiony w 1991 roku.